# Oryzidium
Oryzidium là một chi thực vật có hoa trong họ Hòa thảo (Poaceae).

## Loài
Chi Oryzidium gồm các loài: